# Drago Kupnik
Drago Kupnik, slovenski policist in detektiv, * 1947.
Trenutno je sekretar Detektivske zbornice Slovenije.

## Odlikovanja in nagrade
Leta 1994 je prejel častni znak svobode Republike Slovenije z naslednjo utemeljitvijo: »za izjemne zasluge pri obrambi svobode in uveljavljanju suverenosti Republike Slovenije«.